# Hot like Fire
„Hot like Fire” – rhythm and bluesowa kompozycja autorstwa Missy Elliott i Tima „Timbalanda” Mosleya zrealizowana na drugi studyjny album amerykańskiej wokalistki Aaliyah zatytułowany One in a Million. W Stanach Zjednoczonych utwór wydano jako czwarty oficjalny singel promujący ową płytę, zaś w pozostałych regionach świata − piąty. Singel wydano w wersji zremiksowanej, znanej jako „Timbaland’s Groove Mix”.

## Tło
Tekst piosenki traktuje o damsko-męskim związku emocjonalnym. Aaliyah śpiewa, że chce, by partner wykazał się tolerancją wobec jej seksualnej wstrzemięźliwości, obiecuje też, że „wynagrodzi” mu okres oczekiwań na inicjację płciową.
Tematyka utworu spowodowała, że wiele amerykańskich stacji radiowych odmówiło emisji singla (co z kolei przyczyniło się do spadku jego popularności).

## Listy utworów i formaty singla
UK 12-inch single
1. „The One I Gave My Heart To (Radio Mix)” – 3:53
2. „Hot like Fire (Album Version)” – 4:23
3. „Hot like Fire (Timbaland’s Groove Mix)” – 4:35
4. „Hot like Fire (Feel My Horns Mix)” – 4:35
5. „Hot like Fire (Instrumental)” – 4:19

U.S. CD single
1. „The One I Gave My Heart To (Radio Mix)” – 3:53
2. „Hot like Fire (Album Version)” – 4:23
3. „Hot like Fire (Timbaland’s Groove Mix)” – 4:35
4. „Hot like Fire (Feel My Horns Mix)” – 4:35
5. „Hot like Fire (Instrumental)” – 4:19
6. „Death of a Playa” (feat. Rashad Haughton)

U.S. Promo 12-inch single
1. „Hot like Fire (Album Version)” – 4:23
2. „Hot like Fire (Timbaland’s Groove Mix)” – 4:35
3. „Hot like Fire (Feel My Horns Mix)” – 4:35
4. „Hot like Fire (Instrumental)” – 4:19
5. „Hot like Fire (Timbaland’s Groove Mix Instrumental)” – 4:35
6. „Hot like Fire (Feel My Horns Mix Instrumental)” – 4:35

## Promocja
10 sierpnia 1997 roku „Hot like Fire” zostało wykonane przez Aaliyah podczas hip-hopowego festiwalu muzycznego Summer Jam w Nowym Jorku. Wokalistka zaprezentowała także swoją piosenkę podczas trwania jednego z odcinków amerykańskiego talk-show pt. VIBE.

## Teledysk
Wideoklip do utworu wyreżyserował Lance „Un” Rivera. Fatima Robinson, bliska przyjaciółka Aaliyah, opracowała doń choreografię, a w rolach cameo pojawili się Missy Elliott i Timbaland w towarzystwie zespołu Playa, duetu Changing Faces, raperki Lil’ Kim i hip-hopowej formacji Junior M.A.F.I.A.
Akcja klipu rozgrywa się w jednej z wielkomiejskich dzielnic w parny, letni dzień. W scenie rozpoczynającej teledysk zostaje ukazana liczna grupa ludzi. Przez ulicę przejeżdża Aaliyah, która prowadzi czerwony samochód pożarniczy. Scenografia szybko ulega zmianie, gdyż zapada noc. Wokalistka wysiada z pojazdu, by wykonać refren utworu na zadymionej scenie. Następnie tańczy wśród tłumów i powraca na scenę z tancerzami, by raz jeszcze odśpiewać refren.